# Fox Kids
Fox Kids (inițial cunoscut sub numele Fox Children's Network și mai târziu ca Fox Kids Network) a fost un post de televiziune american pentru copii. De asemenea, era primul post de televiziune pentru copii în limba română, lansat pe data de 1 aprilie 1999.
Pe data de 5 aprilie 2004, Fox Kids a lansat blocul de programe Jetix. Fox Kids a fost înlocuit de Jetix la 1 ianuarie 2005. În vara lui 2001, Fox Family Worldwide, compania ce deținea postul Fox Kids a fost vândută către Disney.
Fox Kids a fost lansat la 8 septembrie 1990 în Statele Unite (ca bloc de programe), în 1995 în Australia și în 1996 în Europa. A fost înlocuit de Jetix în 2004 (în Statele Unite), respectiv în 2005 (în Europa).
Serialele și filmele Fox Kids România au fost dublate în limba română de Fast Production Film, Audio Design Digital Art și Mediavison.
Fox Kids România, Rusia și Turcia emiteau cu aceeași imagine, dar cu platforme audio diferite fiind disponibile mai multe limbi (chiar și engleză) pentru cei care aveau acces la televiziunea digitală. Reclamele erau în limba română, turcă și rusă, fiecare țară auzind doar sunetul reclamelor care îi aparțin, celelalte reclame dacă erau în format digital aveau doar sunetele și melodia de fundal fără a se auzi vocea, iar dacă reclama nu era în format digital și nu putea reda sunet deloc intra o melodie folosită în trecut de Fox Kids.
În România, Fox Kids a fost închis și înlocuit de Jetix pe 1 ianuarie 2005.

## Seriale
- Aventurile lui Digimon
- Aventurile lui Huckleberry Finn
- Albinuța Hutch
- Aventurile lui Peter Pan
- Around the World in Eighty Dreams
- B.A.D. - Biroul de detectare a extratereștrilor
- Beetleborgs
- Budgie, micul elicopter
- Camp Candy
- Câine Rău
- Ce-i cu Andy?
- Cei Patru Fantastici
- Clubul Savantului Nebun
- Copiii de la 402
- Dennis pericol public
- Diabolik
- Digimon Adventure 02
- Digimon Tamers
- Dosarele Secrete ale Câinilor Detectivi
- Diplodos
- Eerie, Indiana
- Familia De ce
- Ferma Monștrilor
- Fiori de groază
- Gadget și gadgetinii
- Gândăcioii
- Gulliver's Travels
- Happy Ness: The Secret of the Loch
- Heathcliff
- Incredibilul Hulk
- Inspectorul Gadget
- Iznogoud
- Jim Button
- Jin Jin și Patrula Panda
- Journey to the Hearth of the World
- Klutter
- Lady LovelyLocks Locks
- Lumea lui Bobby
- Lunar Jim
- Masked Rider
- Mica sirenă
- Micuții
- Mighty Morphin Power Rangers
- Mystic Knights of Tir Na Nog
- Nemaipomenitul Tick
- Năsuc
- Noua Familie Addams
- Omul de Fier
- Omul Păianjen
- Orășelul Fantastic
- Orașul Purceilor
- Peter Pan și pirații
- Piloții Nascar
- Pinocchio
- Piratul Jack cel Teribil
- Pisoiul Eek
- Power Rangers Zeo
- Power Rangers Turbo
- Power Rangers in Space
- Power Rangers Lost Galaxy
- Power Rangers Lightspeed Rescue
- Power Rangers Time Force
- Power Rangers Wild Force
- Prințesa Sissi
- Prințesa Tenko și Gardienii Magiei
- Rainbow Brite
- Regele Shaman
- Robogândăcelul
- Sonic X
- Spider-Man Unlimited
- Spioanele
- Șoricelul de prerie
- Street Fighter
- Super-Buburuzele
- Sylvanian Families
- Temnițe și Dragoni
- The Care Bears
- The Get Along Gang
- The Little Bits
- Three Little Ghosts
- Tunetozaurii
- Tutenstein
- Viața cu Louie
- VR Troopers
- Walter Melon
- Wunschpunsch
- X-Men